# Allan Blakeney

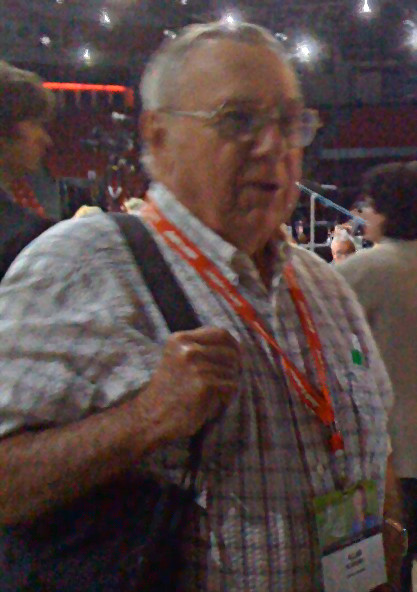
Allan Blakeney, 2009

Allan Emrys Blakeney, PC, OC, SOM, QC (* 7. September 1925 in Bridgewater, Nova Scotia; † 16. April 2011 in Saskatoon, Saskatchewan) war ein kanadischer Politiker. Er war vom 30. Juni 1971 bis zum 8. Mai 1982 Premierminister der Provinz Saskatchewan. Von 1970 bis 1987 war er Vorsitzender der Saskatchewan New Democratic Party (NDP).

## Beruf und Provinzpolitik
Blakeney wuchs in der Provinz Nova Scotia auf. Er studierte Recht an der Dalhousie University in Halifax und gehörte zu den besten Studenten überhaupt, weshalb er ein Rhodes-Stipendium erhielt. Dies ermöglichte es ihm, an die University of Oxford zu gehen, wo er Wirtschaft, moderne Geschichte und Philosophie studierte. Außerdem spielte er Eishockey für die Universitätsmannschaft. 1950 kehrte er nach Kanada zurück und zog nach Regina in der Provinz Saskatchewan, wo ihn Premierminister Tommy Douglas in den Staatsdienst berief.
1950 heiratete er Molly Schwartz, die sieben Jahre später unerwartet starb. 1959 schloss Blakeney eine zweite Ehe mit Anne Gorham. Er arbeitete zunächst als Rechtsberater für die Staatsbetriebe der Provinz, danach in führender Position im Finanzministerium. 1960 wurde er als Abgeordneter der Legislativversammlung von Saskatchewan gewählt und war Minister in den Regierungen von Tommy Douglas und dessen Nachfolger Woodrow Stanley Lloyd. Ab 1964 war seine Partei in der Opposition.

## Premierminister
Am 4. Juli 1970 wurde Blakeney zum neuen Vorsitzenden der NDP gewählt. Bei den Wahlen am 23. Juni 1971 führte er seine Partei zum Sieg, eine Woche später löste er Ross Thatcher als Premierminister ab. Blakeneys Wirtschaftspolitik war von Staatsinterventionen geprägt. Seine Regierung förderte die Gründung von Staatsunternehmen für die Rohstoffindustrie, allen voran einer Gesellschaft zum Abbau von Kaliumcarbonat bzw. Pottasche. Sie gründete auch SaskOil, eine staatliche Öl- und Gasgesellschaft. Diese Maßnahmen hatten zum Ziel, die einseitig auf Landwirtschaft basierende Wirtschaftsstruktur der Provinz zu diversifizieren.
Auf nationaler Ebene spielte Blakeney eine bedeutende Rolle bei der Debatte um eine neue kanadischen Verfassung. Der kanadische Premierminister Pierre Trudeau wollte die Verfassung gänzlich von den Bindungen mit Großbritannien lösen und eine Grundrechtecharta einführen. Blakeney sprach sich gegen die Charta aus, weil er überzeugt war, sie bringe eine Machtverschiebung von gewählten Volksvertretern hin zu ernannten Richtern mit sich. In langwierigen Verhandlungen konnte er durchsetzen, dass die Charta eine Vorbehaltsklausel enthält, mit der die Provinzen gewisse Rechte vorübergehend aussetzen können.

## Weitere Tätigkeiten
Die Regierung der NDP war 1975 und 1978 mit absoluter Mehrheit bestätigt worden, erlitt jedoch bei den Wahlen im April 1982 eine Niederlage gegen die erstarkten Progressiv-Konservativen. Blakeney gab sein Amt als Regierungschef am 8. Mai 1982 an Grant Devine ab und wurde Oppositionsführer. Zwar erzielte die NDP bei den Wahlen im Oktober 1986 knapp mehr Stimmen, erhielt aber aufgrund von Verzerrungen des Mehrheitswahlrechts weniger Sitze. Am 7. November 1987 trat Blakeney als Parteivorsitzender zurück.
Blakeney gab auch sein Parlamentsmandat ab, nahm sich eine zweijährige Auszeit und war danach Gastdozent für Verfassungsrecht an der University of Saskatchewan. Er nahm in verschiedenen Verwaltungsräten Einsitz und half in Südafrika beim Aufbau von demokratischen Regierungsstrukturen nach dem Ende der Apartheid.